# Hulín
Hulín (en hebreu: מסכת חולין) (transliterat: Masechet Chullin) és el tercer tractat de la Mixnà, de l'ordre de Kodaixim. Hulín tracta sobre les lleis relatives al sacrifici de mamífers i aus per al consum de carn com aliment, no pas per un ús sagrat, i sobre la caixrut, la llei jueva sobre l'alimentació.

## Contingut
Hulín, tracta sobre el sacrifici d'animals no consagrats. El tractat consta de 12 capítols que tracten sobre les lleis per al sacrifici de mamífers i aviram per a un consum alimentari, i no pas per a un ús sagrat, i també tracta sobre altres normes relacionades amb el consum de carn, i sobre les lleis dietètiques en general. Les regles prescrites per a la matança caixer, que es coneix com a Shechita, inclouen 5 coses que han de ser evitades:
- En primer lloc, no ha d'haver-hi cap retard en el sacrifici de l'animal.

- En segon lloc, no es pot exercir pressió sobre el moviment del ganivet cap endavant i cap enrere.

- En tercer lloc, no s'ha de permetre que el ganivet llisqui més enllà d'una àrea determinada de la gola.

- En quart lloc, no ha d'haver-hi embranzida del ganivet sota la pell de l'animal, o entre l'esòfag i la tràquea.

- En cinquè lloc, la gola i la tràquea no han de ser arrencades de la seva posició durant el sacrifici de l'animal.[3]